# 天才ヴァイオリニストと消えた旋律
『天才ヴァイオリニストと消えた旋律』（てんさいヴァイオリニストときえたせんりつ、The Song of Names）は、2019年のイギリス・カナダ・ハンガリー・ドイツのミステリ・ドラマ映画。監督はフランソワ・ジラール、出演はティム・ロスとクライヴ・オーウェンなど。天才ヴァイオリニストとして将来を嘱望されながら、35年前に忽然と姿を消した友人の消息を追い求める男性を描いており、21世紀を代表するヴァイオリニストのレイ・チェンがヴァイオリン演奏を担当している。第8回カナダ・スクリーン・アワード5部門受賞（メイクアップ賞・作曲賞・歌曲賞・音響ミキシング賞・音声編集賞）。

## ストーリー
1939年、第二次世界大戦直前のロンドン。9歳の少年マーティンの家にポーランドからドヴィドルと名乗るユダヤ人の少年がやって来た。ドヴィドルは、ポーランドのワルシャワに住む貧しい家の息子だったが、優れたヴァイオリンの才能ゆえに留学を許され、家族と離れて渡英して来たのだ。マーティンの父ギルバートは、全てを負担してドヴィドルを家に受け入れ、我が子同然に愛して高価なヴァイオリンも買い与えた。他人に馴染まず風変わりで、天才と自負するドヴィドルは、マーティンとだけは兄弟同然に打ち解けて、マーティンをポーランド風に「モットル」と呼んだ。マーティンも、ドヴィドルをイギリス風にデヴィッドとも、本名の「ドヴィド」とも呼ばず、故郷での愛称通りにドヴィドルと呼び続けた。
直後にポーランドに侵攻するドイツ軍。ドヴィドルの家族の消息は絶たれた。為す術もなく、ロンドンでヴァイオリンの腕を磨き、ユダヤ教徒として暮らすドヴィドル。第二次大戦は1945年に終結したが、ドヴィドルの家族は強制収容所に送られて以降、生死も行方も知れなかった。絶望の果てに信仰を捨て、無神論者になるドヴィドル。1951年、21歳になったドヴィドルは、国際的なデビューが決まり、ギルバートは大金を投じて盛大な初コンサートを準備した。しかし、満席のコンサート会場に現れず、失踪するドヴィドル。ギルバートはドヴィドルが死んだと思い込み、傷心のあまり2か月後に亡くなった。
35年後、作曲家になったマーティンは、審査員として参加したコンクールで、ドヴィドルと似た演奏の癖を持つヴァイオリニスト志望の少年と出会う。少年の話からドヴィドルの関係者を追い、失踪の1年後に彼が故郷ワルシャワに向かったことを知るマーティン。兄弟同然だったドヴィドルの失踪や、それに伴う父の死に納得のいかないマーティンは、ドヴィドルの足跡を追ってワルシャワへと飛ぶ。
言葉の通じ難いワルシャワで訪ね歩き、ドヴィドルの幼馴染アンナに辿り着くマーティン。アンナによるとドヴィドルは、何故か家族が強制収容所で亡くなったことを知っており、収容所の跡地に赴いて、自ら作曲した鎮魂曲をヴァイオリンで独奏したという。
ドヴィドルが次に向かったニューヨークで、遂に彼の居場所を突き止めるマーティン。敬虔なユダヤ教徒として倹しく暮らすドヴィドルは、35年前の出来事をマーティンに語り始める。コンサートの直前、偶然にユダヤ教のシナゴーグに立ち寄ったドヴィドルは、そこで故郷の家族の死を知ったのだった。衝撃を受けたドヴィドルにとっては、ユダヤ人として家族を追悼することだけが生きる意味となった。ヴァイオリニストとしての世界的栄光もコンサートも最早、頭には無かったのだった。
恩人であるマーティンの父の死を初めて知るドヴィドル。マーティンに勧められるまま、ドヴィドルはロンドンで35年ぶりのコンサートを行う。舞台で自作の鎮魂曲を奏で、喝采を浴びるドヴィドル。しかし、コンサートの直後に「探すな」と書き置きして、ドヴィドルは姿を消す。アメリカの彼の妻子も家を引き払い、その消息は再び不明となった。

## キャスト
- マーティン・シモンズ: ティム・ロス
  - 9～13歳のマーティン: ミシャ・ハンドリー
- ドヴィドル・ラパポート: クライヴ・オーウェン
  - 9～13歳のドヴィドル: ルーク・ドイル
  - 17～21歳のドヴィドル: ジョナ・ハウアー＝キング
- ギルバート・シモンズ: スタンリー・タウンゼント（英語版）
- ヘレン・シモンズ: キャサリン・マコーマック
- ファインマン: ソウル・ルビネック
- BBCラジオのアナウンサー: エディー・イザード

## 作品の評価
Rotten Tomatoesによれば、批評家の一致した見解は「『天才ヴァイオリニストと消えた旋律』は興味をそそる材料から作られているが、それらが本来あるべき姿を満足させるドラマには全く融合できていない。」であり、56件の評論のうち高評価は39%にあたる22件で、平均点は10点満点中5.3点となっている。
Metacriticによれば、15件の評論のうち、高評価は4件、賛否混在は9件、低評価は2件で、平均点は100点満点中51点となっている。